# Ann-Britt Enochsson
Ann-Britt Ester Enochsson, född 15 mars 1956 i Eda församling i Värmlands län, är en svensk forskare i pedagogik.
Efter gymnasiestudier i Arvika utbildade hon sig vid Högskolan i Karlstad till klasslärare 1983. År 2001 avlade hon filosofie doktorsexamen och är sedan 2019 professor i pedagogiskt arbete vid Karlstads universitet, där hon forskar och utbildar lärare. Hennes doktorsavhandling handlar om barns informationssökande på internet.
Mycket av hennes arbete idag är fokuserat på användandet av IT som pedagogiskt verktyg i undervisningsmiljöer.